# Big Time Rush (televíziós sorozat)
A Big Time Rush 2009-től 2013-ig futott amerikai televíziós zenés sorozat, amely négy minnesotai jégkorongozó (Kendall, James, Carlos és Logan) kalandjait követi Hollywoodban, akikből egy fiúcsapatot akarnak csinálni. A sorozat alapötletét Scott Fellows találta ki.
A producerei Joanne Toll, Lazar Saric és Debra Spidell. Zenéjét Dusty Moon és Guy Moon szerezték. A főszerepben Kendall Schmidt, James Maslow, Carlos PenaVega, Logan Henderson és Ciara Bravo láthatók. A sorozat gyártója a Jack Mackie Pictures, a Sony Music Entertainment és Nickelodeon Productions, forgalmazója a Viacom Media Networks.
Az egyórás, "Big Time Audition" című bemutató epizódot Amerikában 2009. november 28-án tűzték műsorra a Nickelodeon-on, majd a sorozat megrendelése után az első hivatalos részt 2010. január 18-án vetítették. Az első részre összesen 6,8 millió néző volt kíváncsi.
Magyarországon szintén a Nickelodeon mutatta be 2011. március 5-én. 2011 augusztusában a VIVA is elkezdte leadni, a legtöbb epizódot a Nickelodeon-os premier előtt. 2021. január 12-én a TeenNick újra kezdte adni.

## Szereplők
| Színész                   | Szereplő                                           | Magyar hang                   |
| Főszereplők               | Főszereplők                                        | Főszereplők                   |
| ------------------------- | -------------------------------------------------- | ----------------------------- |
| Kendall Schmidt           | Kendall Knight                                     | Seder Gábor                   |
| James Maslow              | James Diamond                                      | Szalay Csongor                |
| Carlos Pena Jr.           | Carlos Garcia                                      | Előd Álmos                    |
| Logan Henderson           | Logan Mitchell                                     | Sörös Miklós                  |
| Ciara Bravo               | Katie Knight                                       | Pekár Adrienn                 |
| Tanya Chisholm            | Kelly Wainwright                                   | Kokas Piroska                 |
| Stephen Kramer Glickman   | Gustavo Rocque                                     | Bácskai János                 |
| Visszatérő szereplők      |                                                    |                               |
| Challen Cates             | Mrs. Jennifer "Jen" Knight Kendall és Katie mamája | Németh Kriszta                |
| Katelyn Tarver            | Jo Taylor, Kendall barátnője                       | Vadász Bea                    |
| Erin Sanders              | Camille Roberts                                    | Lázár Erika                   |
| Matt Riedy                | Arthur Griffin                                     | Forgács Gábor                 |
| David Anthony Higgins     | Mr. Reginald Bitters, a Palm Woods managere        | Albert Péter                  |
| Daran Norris              | Buddha Bob                                         | Renácz Zoltán Papucsek Vilmos |
| Malese Jow                | Lucy Stone James barátnője                         | Laudon Andrea Tamási Nikolett |
| Barnett O'Hara            | Gitáros Csávó                                      | Joó Gábor                     |
| David Cade                | Jett Stetson                                       | Moser Károly                  |
| Phil LaMarr               | Cyrys Z. Hawk                                      | Epres Attila Pál Tamás        |
| Lorenzo Lamas             | Dr. Hollywood                                      | Megyeri János                 |
| Denyse Tontz              | Jennifer 1                                         |                               |
| Spencer Locke, Kelli Goss | Jennifer 2                                         |                               |
| Savannah Jayde            | Jennifer 3                                         |                               |
| Stephen Keys              | Tehervonat                                         |                               |
| Vendégszereplők           |                                                    |                               |
| Nicole Scherzinger        | önmaga                                             |                               |
| Jordin Sparks             | önmaga                                             | Sági Tímea                    |
| Miranda Cosgrove          | önmaga                                             | Czető Zsanett                 |
| Victoria Justice          | önmaga                                             | Gulás Fanni                   |
| Elizabeth Gillies         | Heather Fox                                        |                               |
| Snoop Dogg                | önmaga                                             | Dolmány Attila                |
| Cher Lloyd                | önmaga                                             | Vágó Bernadett                |
| Alexa Vega                | önmaga                                             | Dögei Éva                     |
| Lita Ford                 | önmaga                                             |                               |
| Fabio Lanzoni             | önmaga                                             | Németh Gábor                  |
| Chris Masters             | önmaga                                             |                               |
| Cedric Yarbrough          | Rendőr                                             | Vári Attila                   |
| Tara Strong               | Miss Collins                                       |                               |
| Erik Estrada              | Papi Garcia, Carlos apja                           |                               |
| Jill-Michele Meleán       | Sylvia Garcia, Carlos anyja                        |                               |
| Lisa Rinna                | Brooke Diamond, James anyja                        |                               |
| Holly Wortell             | Joanna Mitchell, Logan anyja                       |                               |
| Dee Bradley Baker         | Mr. Smitty                                         |                               |
| Russell Brand             | önmaga                                             |                               |
| JC Gonzalez               | önmaga                                             |                               |

## Díjak és jelölések
| Év   | Díjátadó neve                          | Kategória                | Elnyerte/nem nyerte el |
| ---- | -------------------------------------- | ------------------------ | ---------------------- |
| 2010 | Teen Choice Awards                     | Kedvenc tv-sorozat       | nem nyerte el          |
| 2011 | Kids Choice Awards                     | Kedvenc tv-sorozat       | nem nyerte el          |
| 2011 | Nickelodeon UK Kids Choice Awards 2011 | Kedvenc tv-sorozat       | nem nyerte el          |
| 2011 | Kids Choice Awards                     | Kedvenc zenés tv-sorozat | nem nyerte el          |
| 2011 | Big Nick House Mexico 2011             | Kedvenc tv-sorozat       | Elnyerte               |

## Epizódok
| Évad | Évad | Epizódok | Eredeti sugárzás     | Eredeti sugárzás    | Eredeti adó       | Magyar sugárzás   | Magyar sugárzás  | Magyar adó         | Magyar sugárzás  | Magyar sugárzás    | Magyar adó |
| Évad | Évad | Epizódok | Évad premier         | Évad finálé         | Eredeti adó       | Évad premier      | Évad finálé      | Magyar adó         | Évad premier     | Évad finálé        | Magyar adó |
| ---- | ---- | -------- | -------------------- | ------------------- | ----------------- | ----------------- | ---------------- | ------------------ | ---------------- | ------------------ | ---------- |
|      | 1    | 20       | 2009 november 28.    | 2010. augusztus 20. |                   | 2011. március 5.  | 2012. február 4. |                    | 2021. január 15. | 2021. december 19. |            |
|      | 2    | 29       | 2010. szeptember 25. | 2012. január 28.    | 2012. március 18. | 2013. március 5.  | 2021. január 13. | 2021. december 25. |                  |                    |            |
|      | Film | 1        | 2012. március 10.    | 2012. március 10.   | 2013. június 8.   | 2013. június 8.   | TBA              | TBA                |                  |                    |            |
|      | 3    | 12       | 2012. május 12.      | 2012. november 10.  | 2013. március 11. | 2013. december 6. | 2021. január 14. | 2021. január 17.   |                  |                    |            |
|      | 4    | 13       | 2013. május 2.       | 2013. július 25.    | 2013. december 9. | 2014. március 19. | 2021. január 12. | 2021. május 1.     |                  |                    |            |